# Warstein
Warstein ([ˈvaːɐ̯ˌʃtaɪ̯n]ⓘ) ist eine Stadt in Nordrhein-Westfalen, Deutschland. Warstein gehört zum Kreis Soest im Regierungsbezirk Arnsberg.
In Warstein, das sich auf 158,03 km² Fläche erstreckt, leben rund 25.000 Einwohner.

## Geografie

### Geografische Lage

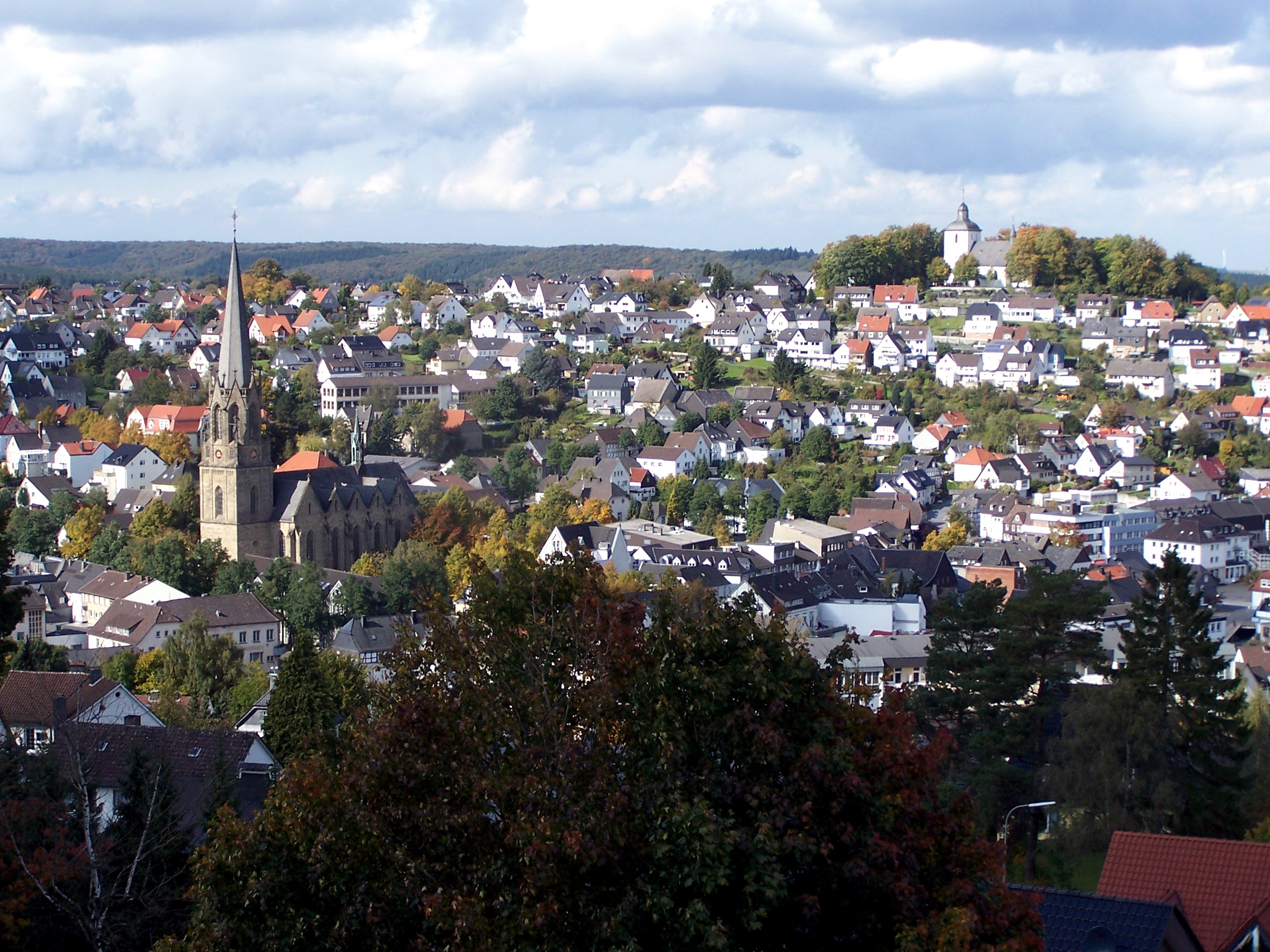
Blick auf Warstein vom Piusberg

Warstein liegt im Südteil des Kreises Soest im Naturpark Arnsberger Wald an der Wäster. Es befindet sich am Nordrand des Sauerlands zum sich nördlich daran anschließenden Haarstrang, hinter dem die Westfälische Bucht liegt.
Das Stadtgebiet von Warstein gliedert sich in den von Wald bedeckten Süden (Warsteiner Wald) und den unbewaldeten Norden (Haarstrang) auf. Die Grenze beider Landschaftsformen bildet der Fluss Möhne. Der Haarstrang stellt die Grenze zwischen der im Süden liegenden naturräumlichen Einheit 335 Nordsauerländer Oberland und der nördlich vom Haarstrang gelegenen Einheit 542 Hellwegbörden.
Der höchste Punkt des Stadtgebiets befindet sich rund 4 km (Luftlinie) südlich vom Warsteiner Ortsrand wenige Meter nördlich der höchsten Stelle der Plackweghöhe (581,5 m ü. NN) und des Naturparks Arnsberger Wald auf 581,3 m Höhe am im Wald stehenden Lörmecke-Turm. Die niedrigste Stelle der Stadt liegt auf 216,5 m Höhe im Beiwindetal im Norden des Ortsteils Waldhausen.
Eine Besonderheit des Beiwindetals ist, dass in der Saaleeiszeit durch das im Norden liegende Inlandeis aufgestaute Gletscherschmelzwässer über den Haarstrang in das Merpketal (Nebenfluss der Möhne zwischen Niederbergheim und Völlinghausen) flossen. Im Bereich der alten Ziegelei von Niederbergheim wurden Nordische Geschiebe gefunden, welche mit dem Schmelzwasser die Haar überquerten. Der ungefähre maximale Eisstand des Inlandeises lässt sich an den Schledden auf der Nordseite der Haar erkennen. Diese verlaufen alle, ab zirka 250 m Höhe und niedriger, in Richtung Nordost, da der Gletscher von Nordost gegen die Haar geschoben wurde und hierdurch die Täler eingetieft wurden.

### Ausdehnung des Stadtgebiets
Der nördlichste Punkt Warsteins befindet sich zwischen Uelde und Altenmellrich, der östlichste rund 2 Kilometer südlich vom Hohlen Stein. Die südlichste Stelle der Stadt liegt knapp 0,7 km südwestlich der Passhöhe Stimmstamm, die westlichste von Warstein und zugleich südlichste der Gemeinde Möhnesee 1,7 km nordöstlich vom Lattenberg. Die West-Ost-Ausdehnung Warsteins beträgt etwa 14,5 und die Nord-Süd-Ausdehnung rund 14,9 km.

### Stadtgliederung
Warstein ist in die neun Ortsteile Allagen, Belecke, Hirschberg, Mülheim, Niederbergheim, Sichtigvor, Suttrop, Waldhausen und Warstein (Zentrum) gegliedert.

### Nachbargemeinden
Warsteins Nachbargemeinden bzw. -städte sind – aufgelistet im Uhrzeigersinn beginnend im Norden – Anröchte, Rüthen, Bestwig, Meschede, Arnsberg, Möhnesee und Bad Sassendorf.

### Klima
|                        | Jan  | Feb  | Mär  | Apr  | Mai  | Jun  | Jul   | Aug  | Sep  | Okt  | Nov  | Dez   |   |         |
| Mittl. Temperatur (°C) | 0    | 0,5  | 3,2  | 6,7  | 11,3 | 14,3 | 15,8  | 15,6 | 12,6 | 8,8  | 4    | 1,1   | ⌀ | 7,9     |
| Mittl. Tagesmax. (°C)  | 2,5  | 3,7  | 7,1  | 11,4 | 16,2 | 19,1 | 20,7  | 20,8 | 17,5 | 13   | 6,9  | 3,6   | ⌀ | 11,9    |
| Mittl. Tagesmin. (°C)  | −2,6 | −2,4 | −0,1 | 2,5  | 6,5  | 9,4  | 11,2  | 11   | 8,6  | 5,3  | 1,5  | −1,2  | ⌀ | 4,2     |
|                        |      |      |      |      |      |      |       |      |      |      |      |       |   |         |
| Niederschlag (mm)      | 89,6 | 69,0 | 82,2 | 76,3 | 88,8 | 96,5 | 102,3 | 84,2 | 73,6 | 69,1 | 87,2 | 102,7 | Σ | 1.021,5 |

| −2,6 |

| −2,4 |

| −0,1 |

| 2,5 |

| 6,5 |

| 9,4 |

| 11,2 |

| 11 |

| 8,6 |

| 5,3 |

| 1,5 |

| −1,2 |

| −2,6 |

| −2,4 |

| −0,1 |

| 2,5 |

| 6,5 |

| 9,4 |

| 11,2 |

| 11 |

| 8,6 |

| 5,3 |

| 1,5 |

| −1,2 |

| N i e d e r s c h l a g | 89,6 | 69,0 | 82,2 | 76,3 | 88,8 | 96,5 | 102,3 | 84,2 | 73,6 | 69,1 | 87,2 | 102,7 |
|                         | Jan  | Feb  | Mär  | Apr  | Mai  | Jun  | Jul   | Aug  | Sep  | Okt  | Nov  | Dez   |

Die Jahresmitteltemperatur der Jahre 1961 bis 1990 lag im Gebiet der Stadt Warstein zwischen +8,4 °C auf den niedrigeren Höhenrücken der nördlichen Haar und bei +6,4 °C am höchsten Punkt Warsteins. Die tiefsten absoluten Temperaturen werden aufgrund der häufigeren Inversionswetterlagen in den Tallagen gemessen. Die absoluten Höchstwerte werden infolge der niedrigen Höhenlage ebenso in den Tälern erreicht. Der kälteste Monat ist der Januar mit einem Temperaturmittel zwischen −1,3 °C auf dem höchsten Berg und +0,7 °C unmittelbar östlich des Beiwindetals (nördlich von Waldhausen).
Der heißeste Monat ist der Juli, dort liegt das Mittel zwischen +14,3 und +16,4 °C.
Die Jahresmitteltemperatur der Jahre 1981–2010 änderte sich gegenüber dem Mittel der Jahre 1961–1990 um +0,7 K. Im Vergleich der einzelnen Monate hatte der Juli mit +1,1 K die größte Erwärmung und der Oktober mit +0,1 K die geringste Erwärmung erfahren.
Der Niederschlag ist stark standort- und jahreszeitenabhängig. Im Mittel der Jahre 1961 bis 1990 fielen an den Messstationen des Deutschen Wetterdienstes (DWD) in Hirschberg 1087,5, in Warstein 1021,3 und in Belecke 903,4 Millimeter Niederschlag. Die trockenste Region der Stadt Warstein ist das Möhnetal unmittelbar östlich des Belecker Zentrums mit ca. 890 Millimeter. Der größte mittlere Jahresniederschlag fällt am höchsten Punkt Warsteins mit rund 1210 Millimeter Niederschlag.
Diese Niederschlagsunterschiede entstehen durch die nach Norden abfallende Topographie und die damit verbundenen Lee- und Föhneffekte zustande. Die Jahreszeitlichen Unterschiede sind im Winter am größten, da die Niederschläge häufig aus südwestlicher Richtung kommen. So fällt in den Wintermonaten an der Messstation in Warstein etwa 30 % mehr Niederschlag, als an der Messstation in Belecke. Im Sommer hingegen sind es in Warstein nur rund 6 % mehr, da hier der meiste Regen in Form von Gewittern und Schauern zu Boden geht und diese recht gleichmäßig verteilt sind. Zwischen den Messstationen in Warstein und Hirschberg unterscheiden sich die Niederschlagsmengen, im Zeitraum von Oktober bis April, nur minimal. Von Mai bis September fällt in Hirschberg rund 12 % mehr Niederschlag als in Warstein. Dies liegt vermutlich an den Hirschberg umgebenden Waldgebieten und der daraus resultierenden größeren Wasserverdunstung. Hierdurch wird die Entstehung von Schauern und Gewittern begünstigt oder bestehende Schauer werden verstärkt.
Der Jahresmittelniederschlag der Jahre 1981–2010 änderte sich gegenüber dem Mittel der Jahre 1961–1990 um +8 %. Im Vergleich der einzelnen Monate lag die Spanne der Veränderungen zwischen −8 % im Januar und +28 % im September.

## Geschichte

### Vorgeschichte

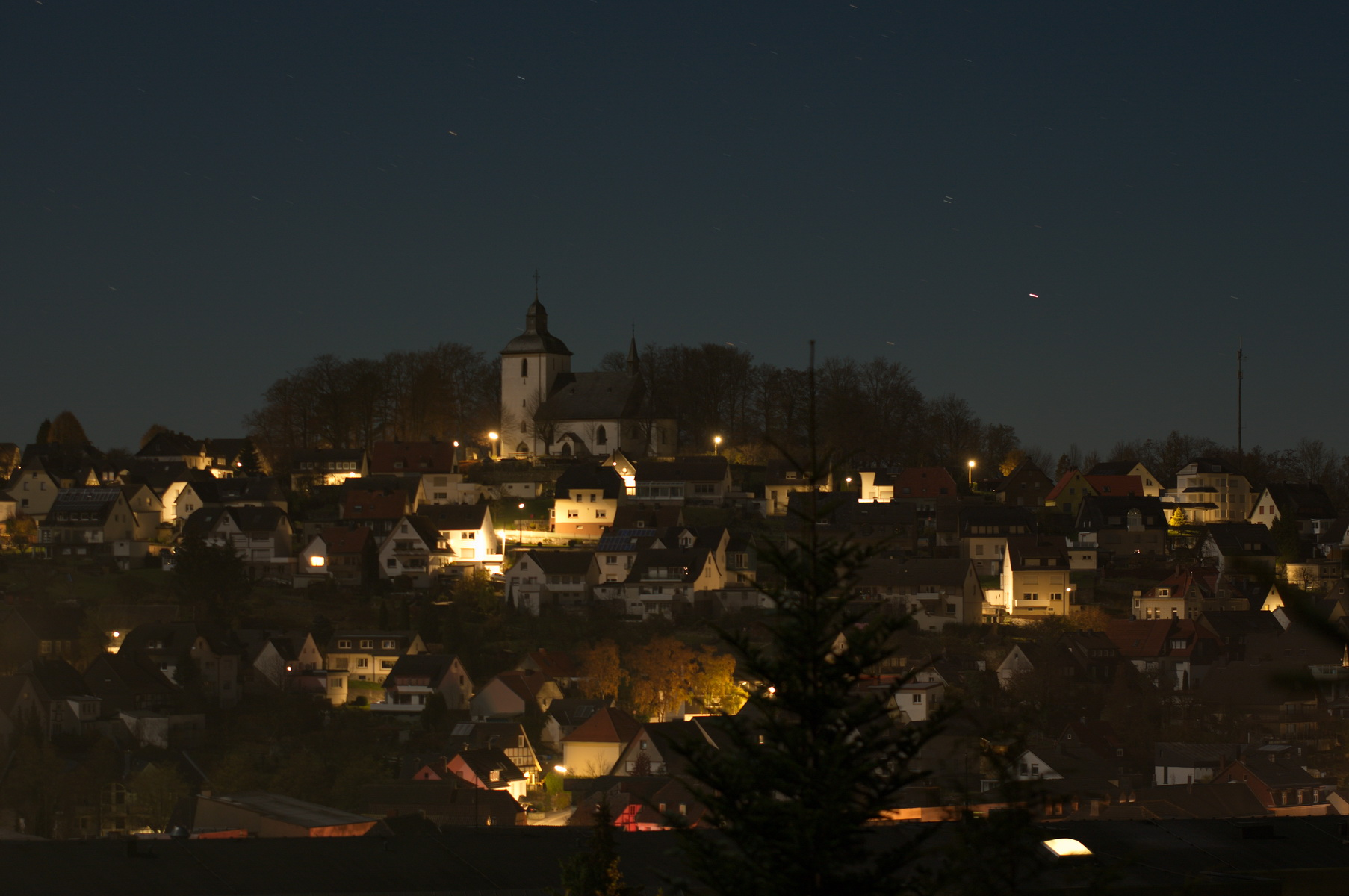
Blick über Warstein bei Nacht

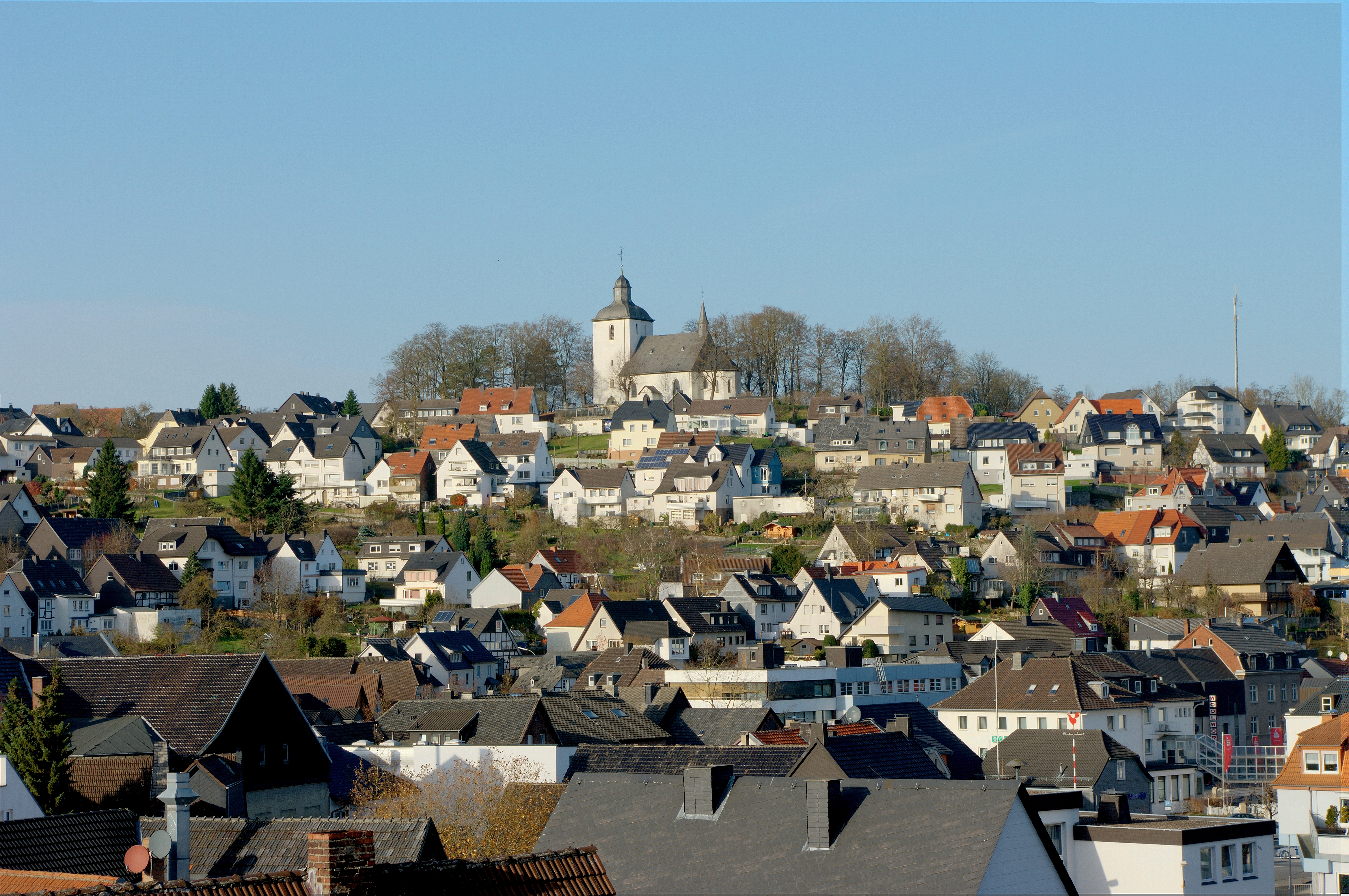
Der Stadtberg mit der Alten Kirche

Älteste Spuren menschlichen Lebens in Warstein haben sich in den Bilsteinhöhlen gefunden. Die Steinwerkzeuge, die dort bei den Ausgrabungs- und Erschließungsarbeiten im Jahr 1887 ausgegraben wurden, werden nach neuesten Untersuchungen in die Mittelsteinzeit datiert. Darüber hinaus wurden in der sogenannten Kulturhöhle 1 der Bilsteinhöhlen Funde aus der Glockenbecherkultur (ein Griffzungendolch aus Kupfer), ein Zylinderhalsgefäß der Urnenfelderzeit und zahlreiche Relikte aus der vorrömischen Eisenzeit (Keramikscherben, Schmuck, Spinnwirtel, menschliche Schädelreste) geborgen.

### Mittelalter
Die urkundliche Ersterwähnung Warsteins wird seit Jahren fälschlich in das Jahr 1072 verlegt. Diese Urkunde – die Gründungsurkunde des Klosters Grafschaft im Sauerland – ist aber seit 80 Jahren als Fälschung erkannt. An diese gefälschte Urkunde wurde um das Jahr 1200 noch einmal ein Nachtrag angefügt; und erst in diesem späten Nachtrag erscheint der Ortsnamen Warstein (als „Warsten“). Somit wurde Warstein erst nach 1200 erstmals urkundlich erwähnt. Die urkundliche Ersterwähnung hängt mit Streitigkeiten um den Zehnten zu Warstein zusammen, die sich in die größere Auseinandersetzung zwischen den Grafen von Arnsberg und den Erzbischöfen von Köln einordnen lassen.
Mit Warstein war in dieser Zeit noch nicht der Bereich der heutigen Altstadt Warsteins gemeint. Vor der Gründung der befestigten Stadt auf dem Stadtberg trug eine Siedlung am westlichen Talabhang der Wester den Namen Warstein, der heutige Bereich Altenwarstein. Dort befand sich auch die erste nachgewiesene Kirche im Warsteiner Raum. Ihre Fundamente wurden in den 1950er Jahren in einer fachlich kaum begleiteten Ausgrabung freigelegt. Im Umfeld wurden bei Feldbegehungen in den letzten Jahren neben steinzeitlichen Streufunden einige wenige spätmittelalterliche Keramikreste aufgelesen (12. bis 14. Jahrhundert) sowie zahlreiche Schlackenreste, was auf Eisenverarbeitung schon in der vorstädtischen Siedlung Altenwarstein hindeutet. Diese Siedlung lag nur wenige hundert Meter von Eisenerzvorkommen entfernt, die in der Grube David noch bis 1949 ausgebeutet wurden.
Die übliche Ansicht, Warstein habe im Jahr 1276 Stadtrechte von Siegfried von Westerburg erhalten, ist sicher widerlegt. Das genaue Datum der Stadtrechtsbewidmung ist nicht überliefert. Viel spricht dafür, dass Warstein zeitgleich mit der Nachbarstadt Belecke im Jahr 1296 Stadtrechte erhielt. Erst nach 1307 – unter dem Kölner Erzbischof Heinrich von Virneburg, dem zweiten Nachfolger Siegfrieds – wurde der Stadtberg bebaut.

### Wirtschaftliche Grundlagen

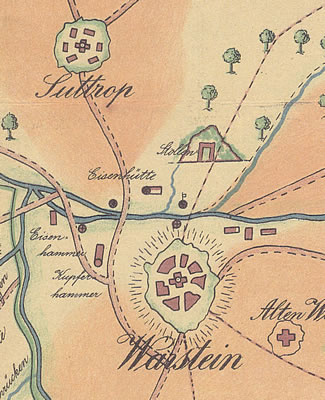
Karte von 1630: Zu erkennen der Bereich Oberhagen mit Stollenmundloch und Eisenhütte, direkt darunter der Warsteiner Stadtberg

In der letzten Zeit wird diskutiert, ob montanwirtschaftliche Hintergründe bei den Stadtgründungen des späten Mittelalters im nördlichen Sauerland eine Rolle gespielt haben und, wenn ja, wie hoch diese Motivation zu bewerten ist. Auffällig ist die Gründung der Stadt Eversberg (1242) mit eigener Münze. Feldarchäologische Ergebnisse legen nahe, dass die Eversberger Münze eigene, vor Ort gewonnene Rohstoffe, Kupfer und Silber, verarbeitete. In diesem Zusammenhang fällt auf, dass alle drei Städtegründungen des Siegfried von Westerburg im Arnsberger Wald, Belecke, Kallenhardt und Warstein, eine große Nähe zu Erzlagerstätten aufweisen. Im Belecker Raum kommen Bleierzlagerstätten vor (Külbe, Lanfer), im Raum Kallenhardt Blei- und Eisenerz, im Warsteiner Raum vor allem Eisenerz (daneben aber auch Kupfer- und Bleierze). Im Jahr 1364 wurde Johann von Hückelheim mit einem Schmiedewerk belehnt. Dabei dürfte es sich um die erste urkundlich nachweisbare Eisenhütte im Raum Warstein gehandelt haben. Alles spricht dafür, dass sich diese erste Warsteiner Eisenhütte am Fuße des Oberhagens befand. Der Warsteiner Stadtberg liegt auf der gegenüberliegenden Talseite und bewacht geradezu das Gelände der ehemaligen Eisenhütte und des Bergbaus auf die sehr reichen Erze des Oberhagens. Diese besondere Situation ist auf einer Karte von 1630 noch deutlich zu erkennen.
Im Mittelalter war Warstein lange Mitglied der Hanse, was der Stadt einen gewissen Wohlstand bescherte. Die damaligen Hauptwirtschaftszweige waren wegen großer Waldgebiete die Forstwirtschaft, zudem die Eisengewinnung und -verarbeitung, sowie der Ackerbau. Insbesondere die Montanindustrie erlebte seit dem ersten Drittel des 18. Jahrhunderts einen beträchtlichen Aufschwung. So gründete Matthias Gerhard von Hoesch 1739 an der Grenze zur (damaligen) Nachbargemeinde Suttrop ein Eisenwerk auf Basis der örtlichen Eisenerzlagerstätten. Die Weiterverarbeitung erfolgte durch Hammerwerke und eine heimgewerbliche Fertigwarenproduktion. Anknüpfend an diese Traditionen wurden Warstein und Nachbargemeinden wie Belecke und Suttrop zu einem Schwerpunkt der Frühindustriellen in Westfalen in der ersten Hälfte des 19. Jahrhunderts.

### Neuzeit
Am Ende des 18. Jahrhunderts begannen die großen politischen Zeitereignisse auch auf Warstein auszustrahlen. Wohl im Zusammenhang mit der Französischen Revolution kam es seit 1789 zu erheblichen Unruhen in der Bürgerschaft. Im sogenannten Warsteiner Patriotenkrieg standen sich die sogenannten Prinzen als Partei der bislang führenden Bürger und die Patrioten gegenüber. Erst 1794 setzten sich die Prinzen wieder durch. Allerdings sah sich auch diese Gruppe angesichts der inzwischen desolaten finanziellen Lage zu Reformen gezwungen.
Große Teile der Stadt wurden am 31. Dezember 1802 durch einen Brand zerstört. In dessen Folge wurde der Kern der Stadt vom bisher besiedelten Stadtberg an den Fluss Wäster verlegt.
1802 okkupierte der Landgraf von Hessen-Darmstadt das Herzogtum Westfalen und damit die Stadt Warstein. 1816 fiel das Gebiet nach dem Wiener Kongress an Preußen.
Bereits in den 1830er Jahren entstanden Puddelwerke und Weiterverarbeitungsanlagen mit beträchtlichen Beschäftigtenzahlen (zum Beispiel Firma Bergenthal oder die Warsteiner Gruben- und Hüttenwerke). Mit dem Aufstieg des Ruhrgebiets geriet diese Struktur nur wenige Jahrzehnte später wieder in die Krise. Die Folge waren Werksschließungen, Arbeitslosigkeit und hohe Abwanderungszahlen. Überwunden wurde die Krise im Wesentlichen durch die Aufgabe der Eisen- und Stahlproduktion und den Übergang zur Herstellung spezialisierter Produkte (vor allem Achsen für Wagen und Eisenbahnen).
Seit 1844 gibt es das Amt Warstein. Während der Revolution von 1848/1849 kam es in Warstein erneut zu Konflikten in der Einwohnerschaft. Während des Kaiserreichs machte sich in Warstein dann deutlich früher und stärker als in den meisten anderen Gemeinden des Sauerlandes die Arbeiterbewegung bemerkbar.

### Zeit des Nationalsozialismus und Zweiter Weltkrieg

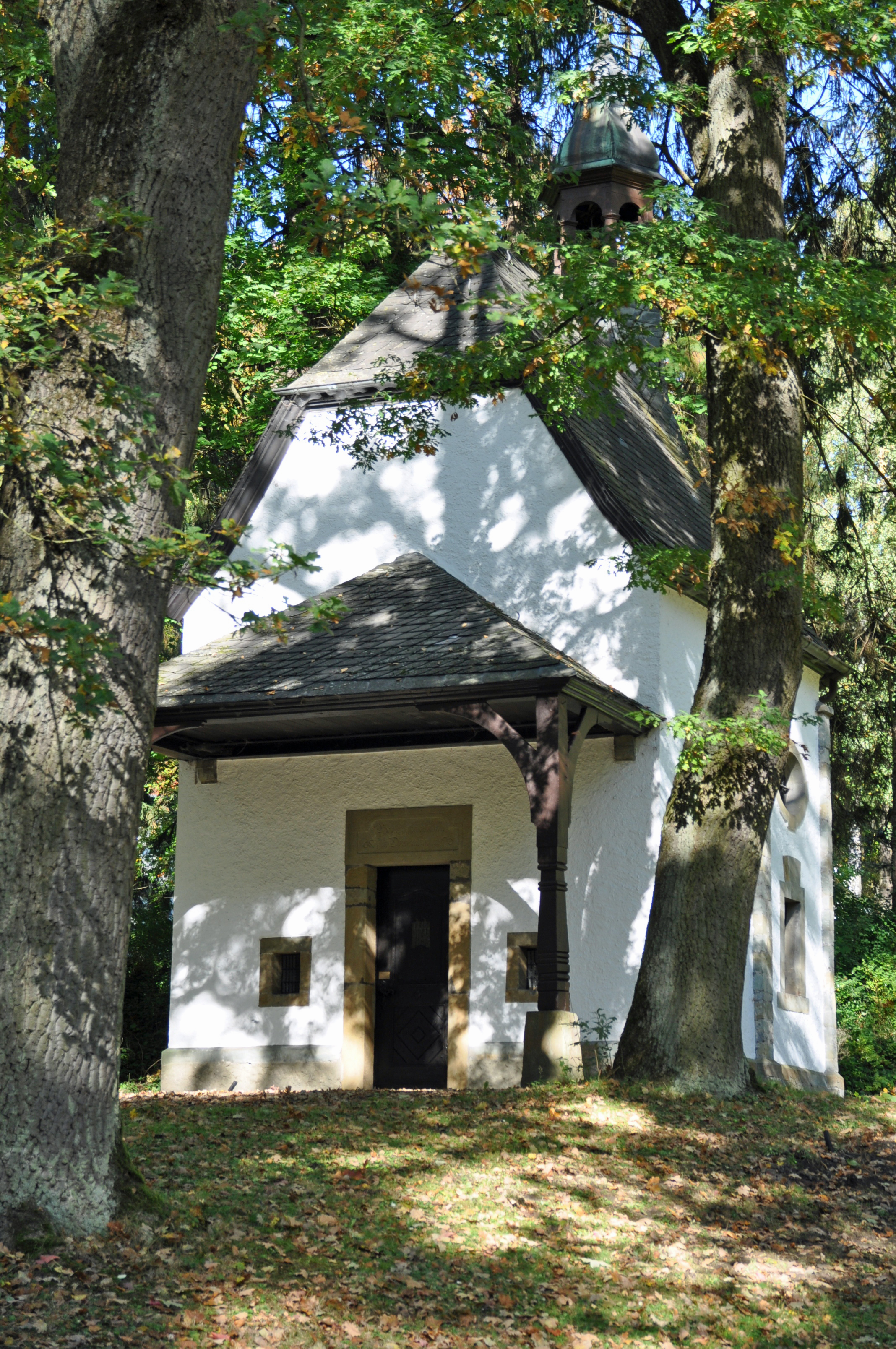
Die Treise-Kapelle wurde 1985 zur Gedenkstätte für die Opfer der Euthanasie

Die als Provinzial-Irrenanstalt 1902 gegründete, später als Provinzialheilanstalt (heutige LWL-Klinik Warstein) bezeichnete psychiatrische Klinik war in der Zeit des Nationalsozialismus in die Politik des Regimes gegenüber Behinderten eingebunden. Nach dem Gesetz zur Verhütung erbkranken Nachwuchses von 1933 wurden in erheblichem Umfang Zwangssterilisationen durchgeführt. Zwischen 1940 und 1943 wurden im Rahmen der Euthanasiepolitik insgesamt 1575 Patientinnen und Patienten in Einrichtungen wie die Tötungsanstalt Hadamar „verlegt“. Bischof Clemens August Graf von Galen hat in seiner Euthanasiepredigt ausdrücklich auf die Transporte aus Warstein Bezug genommen. Der bislang vom Nationalsozialismus überzeugte Anstaltspfarrer Lorenz Pieper wandte sich 1941 in einem Protestschreiben gegen die Tötungsaktion und wurde deshalb entlassen. Eine Kapelle auf dem Klinikgelände erinnert heute an die Opfer.
Ab September 1944 befand sich der Division-Stab des V2-Programmes in Suttrop bei Warstein. Kurz vor Kriegsende, im März 1945, zogen Kolonnen von mehreren hundert Zwangsarbeitern durch Warstein. Die Arbeiter waren völlig abgemagert und bettelten teilweise die Bevölkerung an. Sie standen unter Bewachung des Volkssturms und wurden abends zusammen mit in örtlichen Betrieben eingesetzten Zwangsarbeitertrupps in Behelfslagern, unter anderem der Schützenhalle auf dem Herrenberg in Warstein, eingeschlossen. Der SS-Obergruppenführer Kammler geriet kurz vor dem 20. März 1945 mit seinen Fahrzeugen in einen Verkehrsstau, der durch die Menge der zurückstrebenden Zwangsarbeiter verursacht worden war. Zusätzlich war er bei einem Spaziergang in einem Wald bei Warstein auf ein unbewachtes Lager von Zwangsarbeitern gestoßen. Da die örtlichen Behörden der Situation nicht Herr zu werden schienen, befahl Kammler seinen Untergebenen die Erschießung einer größeren Anzahl von Zwangsarbeitern, um die Ordnung wiederherzustellen. Auf diesen Befehl Kammlers wurden vom 21. bis zum 23. März 1945 im Massaker im Arnsberger Wald bei drei Erschießungsaktionen im Arnsberger Wald (u. a. in Warstein und Suttrop) 208 Zwangsarbeiter erschossen, darunter befanden sich auch Frauen und Kinder.
Die US-Army besetzte vom 5. bis 8. April 1945 das heutige Stadtgebiet von Warstein. Es kam zu leichten Kämpfen mit einigen Toten.

### Seit der kommunalen Neugliederung
Seit dem 1. Januar 1975, als im Rahmen der Gebietsreform die Struktur Nordrhein-Westfalens völlig verändert wurde, besteht Warstein in seiner heutigen Form; denn das Amt Warstein wurde durch das Münster/Hamm-Gesetz mit den umliegenden Städten und Gemeinden Allagen, Belecke, Hirschberg, Mülheim/Möhne, Sichtigvor, Suttrop und Waldhausen zur neuen Stadt Warstein zusammengefasst. Außerdem wurde Warstein vom Kreis Arnsberg, der zu großen Teilen in den heutigen Hochsauerlandkreis eingegliedert wurde, dem Kreis Soest zugeordnet.
Der Legionellose-Ausbruch in Warstein 2013 war das bislang ausgedehnteste Auftreten dieser Krankheit in Deutschland.

### Einwohnerentwicklung

Einwohnerentwicklung von Warstein von 1818 bis 2016

| Jahr | Einwohner |
| ---- | --------- |
| 1818 | 01.414    |
| 1843 | 02.136    |
| 1858 | 02.919    |
| 1871 | 02.659    |
| 1885 | 02.874    |
| 1895 | 03.265    |
| 1905 | 04.091    |
| 1925 | 04.565    |
| 1933 | 05.168    |
| 1939 | 05.674    |

| Jahr | Einwohner |
| ---- | --------- |
| 1946 | 07.571    |
| 1950 | 07.854    |
| 1961 | 09.041    |
| 1970 | 10.339    |
| 1974 | 10.225    |
| 1975 | 29.523    |
| 1990 | 28.363    |
| 1998 | 29.102    |
| 1999 | 29.084    |
| 2000 | 29.028    |

| Jahr | Einwohner |
| ---- | --------- |
| 2001 | 29.007    |
| 2002 | 29.012    |
| 2003 | 28.762    |
| 2004 | 28.629    |
| 2005 | 28.496    |
| 2006 | 28.170    |
| 2007 | 28.008    |
| 2016 | 25.041    |
| 2017 | 24.898    |
| 2020 | 25.792    |

## Religionen

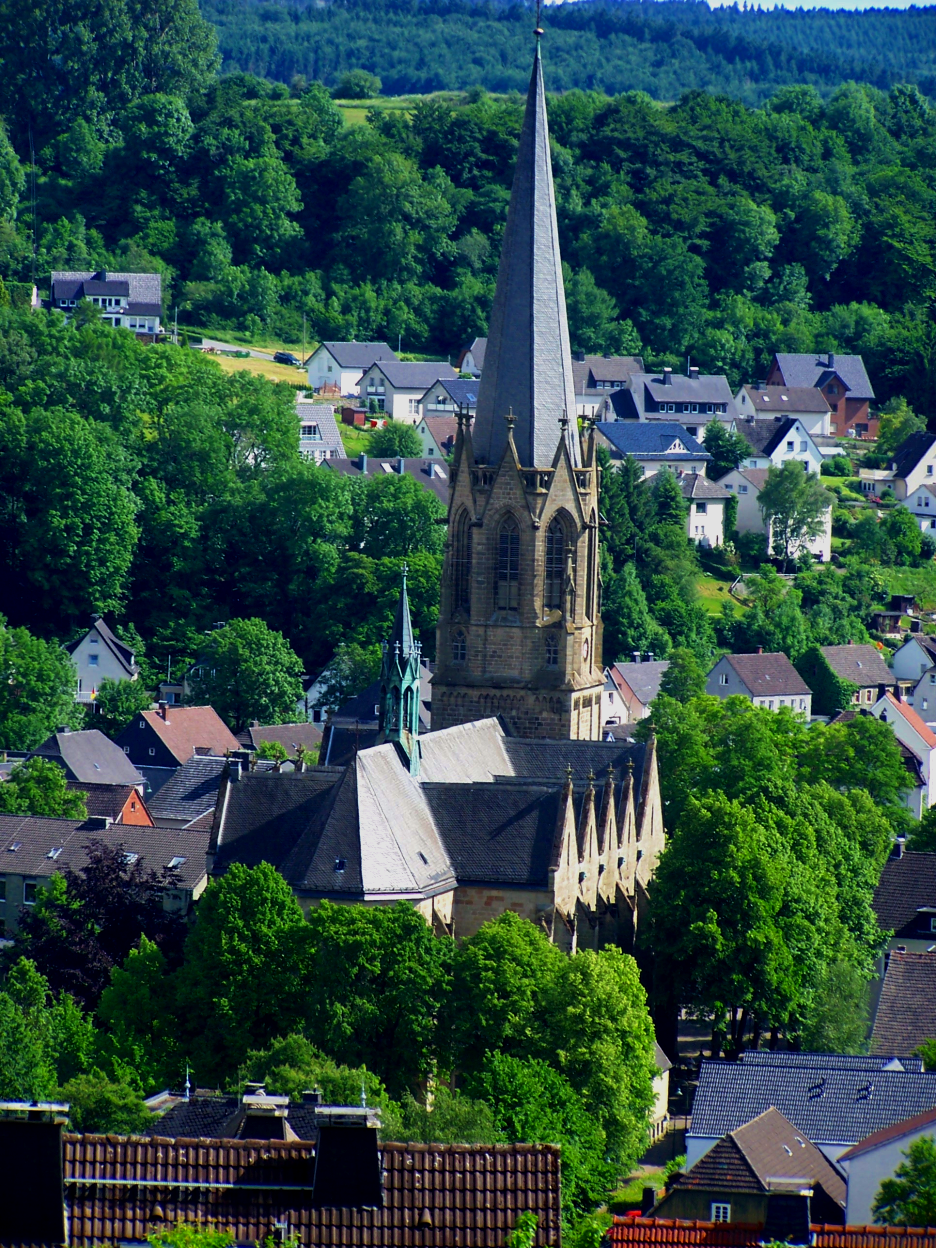
Die neugotische Stadtkirche St. Pankratius (geweiht 1858)

### Allgemein
Warstein gehörte ursprünglich dem Erzbistum Köln an. 1821 mit der Bulle Papst Pius’ VII. De salute animarum wurde Warstein dem Bistum und späteren Erzbistum Paderborn zugeschlagen. Die Reformation konnte sich in Warstein nicht durchsetzen. Noch heute sind über 2/3 der Bevölkerung römisch-katholisch und gehören dem Pastoralen Raum Warstein mit den Kirchengemeinden St. Petrus Warstein, St. Pankratius Warstein, St. Christophorus Hirschberg und St. Johannes Enth. Suttrop sowie dem Pastoralverbund Möhnetal an. Nach dem Wiener Kongress, der Warstein Preußen zusagte, siedelten sich im Zuge der Industrialisierung Protestanten an. Durch den Zuzug von Flüchtlingen nach dem Zweiten Weltkrieg kamen weitere evangelische Christen nach Warstein. Die Kirche der Evangelischen Gemeinde, gegenüber dem Haus Kupferhammer wurde zwischen 1852 und 1857 erbaut. Etwa 20 % der Warsteiner Bevölkerung gehören der Evangelischen Kirche an, knapp 15 % haben eine andere oder gar keine Religion.

### Jüdische Gemeinde

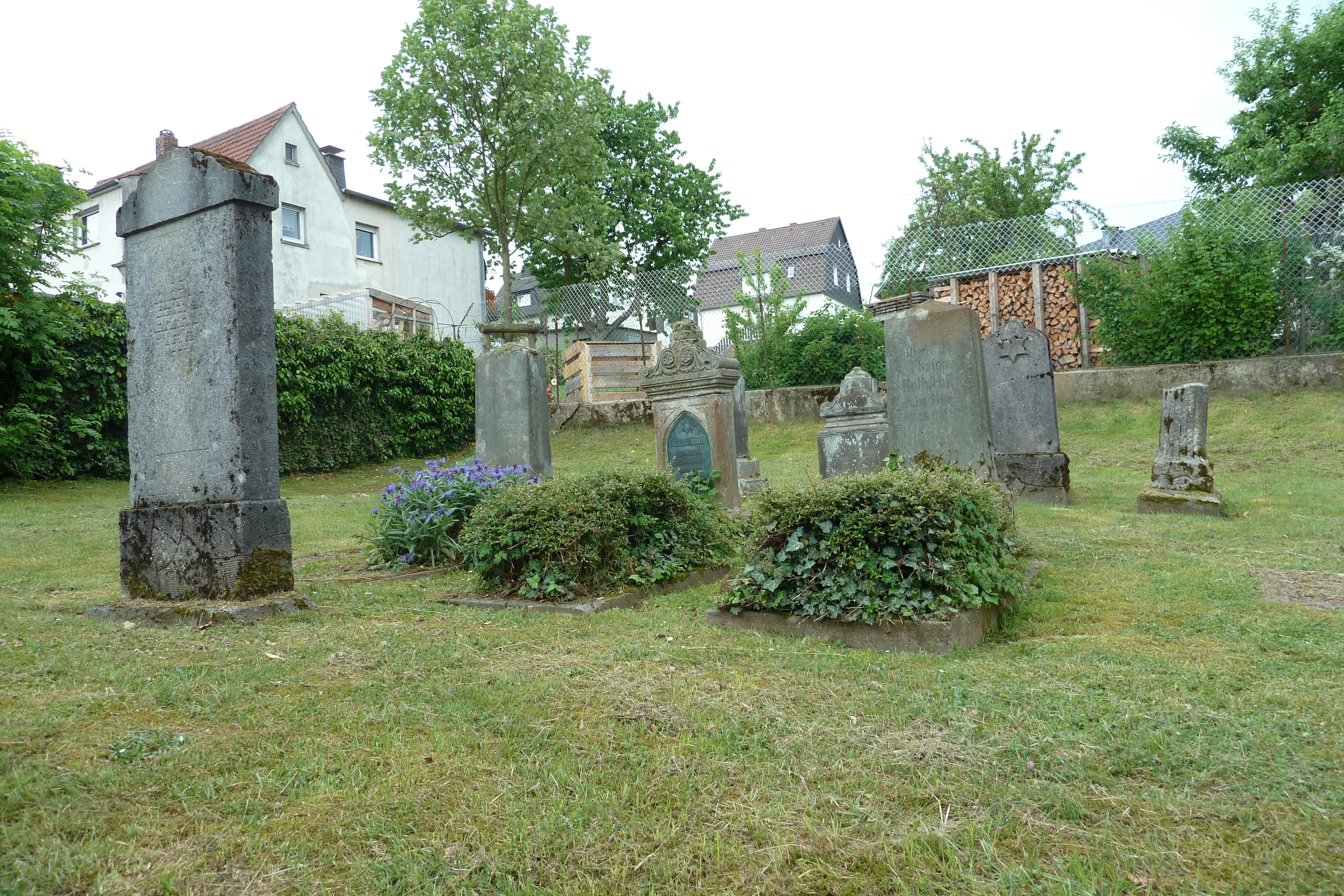
Der jüdische Friedhof in Warstein

Die traditionsreiche jüdische Gemeinde Warsteins (erste Erwähnung von Juden in Warstein 1664) ging während des Dritten Reiches unter. Schon im Laufe des 19. Jahrhunderts war die Gemeinde durch Wegzug auf drei Familien zusammengeschrumpft. Die kleine Fachwerksynagoge in der Rangestraße wurde in der Reichspogromnacht verwüstet, aber nicht zerstört. Sie diente in der Folgezeit als landwirtschaftliche Scheune, wohl auch als Viehstall (wobei es zu diesem Punkt widersprüchliche Aussagen gibt). Die Synagoge wurde 1971 abgerissen.
Die noch in Warstein lebenden jüdischen Familien Cohn und Arensberg wanderten 1939 nach Argentinien aus, Irmgard und Julius Gonsenhäuser sowie Berta Kaufmann gelang die Auswanderung nicht. Julius Gonsenhäuser verstarb im KZ Buchenwald. Seine Urne wurde auf dem jüdischen Friedhof in Warstein beigesetzt.
Einen Neuanfang einer jüdischen Gemeinde gab es nach dem Krieg in Warstein nicht, wenn auch vereinzelt wieder jüdische Personen zugezogen sind. Die ausgewanderten Familien kehrten nicht zurück.
Hinweise auf das jüdische Leben in der Stadt finden sich noch in den neu geschaffenen Straßenbezeichnungen Moritz-Kaufmann-Gasse (Moritz Kaufmann war Vorsteher der Warsteiner Synagogengemeinde), Synagogengasse (eine Verbindungsgasse zwischen der Rangestraße und dem Salzbörnchen, der am ehemaligen Standort der Synagoge vorbeiführt).
Der jüdische Friedhof ist weitgehend erhalten, wenngleich es offensichtlich zu Umsetzungen von Grabdenkmälern gekommen sein muss. Seit 2002 ist der jüdische Friedhof in die Denkmalliste der Stadt Warstein eingetragen.
Eine Flurbezeichnung „Judenkirchhof“ wurde in der lokalen Literatur manchmal mit einem jüdischen Begräbnisplatz in Verbindung gebracht. Das ist aber sicher falsch. Die Waldflur „Judenkirchhof“ liegt knapp unterhalb der Plackweghöhe, zirka 5 km südlich der Stadt. Die Bezeichnung rührt wahrscheinlich von den zahlreichen Hügeln her, die hier und an vielen anderen Stellen des Arnsberger Waldes gefunden wurden. Diese Hügel wurden in der Vergangenheit häufig als Grabhügel (zum Beispiel auch im Zusammenhang mit der Varusschlacht) gedeutet. Archäologische Untersuchungen anderer Hügel im Arnsberger Wald haben gezeigt, dass es sich nicht um Grabhügel handelt. Der genaue Hintergrund konnte bisher nicht geklärt werden.

## Politik

### Stadtrat
Bei den Wahlen zum Stadtrat seit 2009 ergab sich folgende Sitzverteilung:
| Partei / Gruppierung                           | 2020      | 2014 | 2009 | Sitzverteilung ab 2020 im Warsteiner StadtratInsgesamt 36 Sitze - Linke: 1 - SPD: 10 - WAL/GRÜNE: 5 - BG: 3 - CDU: 16 - FDP: 1 |
| Christlich Demokratische Union (CDU)           | 16 Sitze0 | 16   | 14   | Sitzverteilung ab 2020 im Warsteiner StadtratInsgesamt 36 Sitze - Linke: 1 - SPD: 10 - WAL/GRÜNE: 5 - BG: 3 - CDU: 16 - FDP: 1 |
| Sozialdemokratische Partei Deutschlands (SPD)0 | 10 Sitze0 | 10   | 9    | Sitzverteilung ab 2020 im Warsteiner StadtratInsgesamt 36 Sitze - Linke: 1 - SPD: 10 - WAL/GRÜNE: 5 - BG: 3 - CDU: 16 - FDP: 1 |
| BG (BürgerGemeinschaft)                        | 3 Sitze   | 5    | 10   | Sitzverteilung ab 2020 im Warsteiner StadtratInsgesamt 36 Sitze - Linke: 1 - SPD: 10 - WAL/GRÜNE: 5 - BG: 3 - CDU: 16 - FDP: 1 |
| WAL/Bündnis 90/Die Grünen                      | 5 Sitze   | 3    | 3    | Sitzverteilung ab 2020 im Warsteiner StadtratInsgesamt 36 Sitze - Linke: 1 - SPD: 10 - WAL/GRÜNE: 5 - BG: 3 - CDU: 16 - FDP: 1 |
| Freie Demokratische Partei (FDP)               | 1 Sitz0   | 1    | 1    | Sitzverteilung ab 2020 im Warsteiner StadtratInsgesamt 36 Sitze - Linke: 1 - SPD: 10 - WAL/GRÜNE: 5 - BG: 3 - CDU: 16 - FDP: 1 |
| Die Linke                                      | 1 Sitz0   | 1    | 1    | Sitzverteilung ab 2020 im Warsteiner StadtratInsgesamt 36 Sitze - Linke: 1 - SPD: 10 - WAL/GRÜNE: 5 - BG: 3 - CDU: 16 - FDP: 1 |

### Ergebnisse der Kommunalwahlen ab 1975
Bei den Stadtratswahlen ab 1975 erreichten die einzelnen Parteien und Gruppierungen folgende Stimmenanteile:
| Jahr    | CDU    | SPD    | WAL – Grüne1 | BG     | FDP   | Die Linke | Sonstige |
| ------- | ------ | ------ | ------------ | ------ | ----- | --------- | -------- |
| 1975    | 56,3 % | 39,2 % | –            | –      | –     | –         | 4,5 %    |
| 1979    | 57,3 % | 42,7 % | –            | –      | –     | –         | –        |
| 1984    | 52,3 % | 35,1 % | 12,6 %       | –      | –     | –         | –        |
| 1989    | 47,0 % | 39,9 % | 07,5 %       | 05,6 % | –     | –         | –        |
| 1994    | 49,9 % | 37,7 % | 06,9 %       | 04,3 % | 1,2 % | –         | –        |
| 1999    | 41,4 % | 36,2 % | 07,4 %       | 15,1 % | –     | –         | –        |
| 2004    | 42,6 % | 30,2 % | 06,5 %       | 18,4 % | 2,3 % | –         | –        |
| [0]2009 | 37,2 % | 22,1 % | 08,4 %       | 25,5 % | 3,6 % | 3,1 %     | 0,1 %    |
| 2014    | 43,6 % | 27,7 % | 08,7 %       | 14,3 % | 2,2 % | 3,9 %     | –        |
| 2020    | 44,7 % | 26,0 % | 14,7 %       | 8,0 %  | 3,3 % | 3,4 %     | –        |

1 Vor 2009 als Warsteiner Liste, 2009 & 2014 als Warsteiner Liste/Grüne Jugend, 2020 als Warsteiner Liste – Grüne in Warstein

### Bürgermeister
| - 1946–1946 Karl Pieper, CDU - 1946–1948 Hermann Risse, CDU - 1948–1952 Josef Menke, SPD - 1952–1967 Hermann Risse, CDU - 1967–1969 Engelbert Kropff, CDU - 1969–1974 Heinrich Linnenbrügger, CDU - 1975–1989 Hermann Kroll-Schlüter, CDU | - 1989–1994 Georg Juraschka, SPD - 1994–1997 Manfred Gödde, CDU - 1997–1999 Clemens Werner, CDU - 1999–2004 Georg Juraschka, SPD - 2004–2015 Manfred Gödde, BG - 2015–0000 Thomas Schöne, CDU |

### Wappen und Flagge
Der Stadt Warstein ist mit Urkunde des Regierungspräsidenten Arnsberg vom 10. April 1991 (zuvor auch schon am 13. August 1975) das Recht zur Führung eines Wappens verliehen worden.
Wappenbeschreibung
Gespalten von Silber (Weiß) und Rot, vorn ein durchgehendes schwarzes Kreuz, hinten neun silberne (weiße) Kugeln, 5 : 4 pfahlweise gestellt.
Bedeutung des Wappens
Das schwarze Kreuz auf weißem Grund steht für das Erzbistum Köln. Die neun weißen Punkte auf der hinteren Wappenseite symbolisieren die neun Ortsteile.
Zuvor hatte das Amt Warstein ein schwarzes Wappen, auf dem ein weißes Stadttor abgebildet ist, in dem der heilige Petrus (Patron des Bistums Köln) mit einem Kreuz und einem Schlüssel steht.
Banner:
Der Stadt Warstein ist ferner mit Urkunde des Regierungspräsidenten Arnsberg vom 10. April 1991 das Recht zur Führung eines Banners verliehen worden.
Beschreibung des Banners
Von Weiß zu Schwarz zu Weiß im Verhältnis 1 : 3 : 1 längsgestreift, in der oberen Hälfte der mittleren Bahn der Wappenschild der Stadt.

### Städtepartnerschaften
Warstein unterhält Städtepartnerschaften mit folgenden Städten:
- Saint-Pol-sur-Ternoise, Frankreich, seit 1964
- Wurzen, Sachsen, seit dem 3. Oktober 1990
- Hebden Royd, Vereinigtes Königreich, seit November 1995
- Pietrapaola, Italien, seit September 2010

## Kultur und Sehenswürdigkeiten

### Theater
Theateraufführungen finden in der Theateraula im Stadtteil Belecke statt.

### Museen

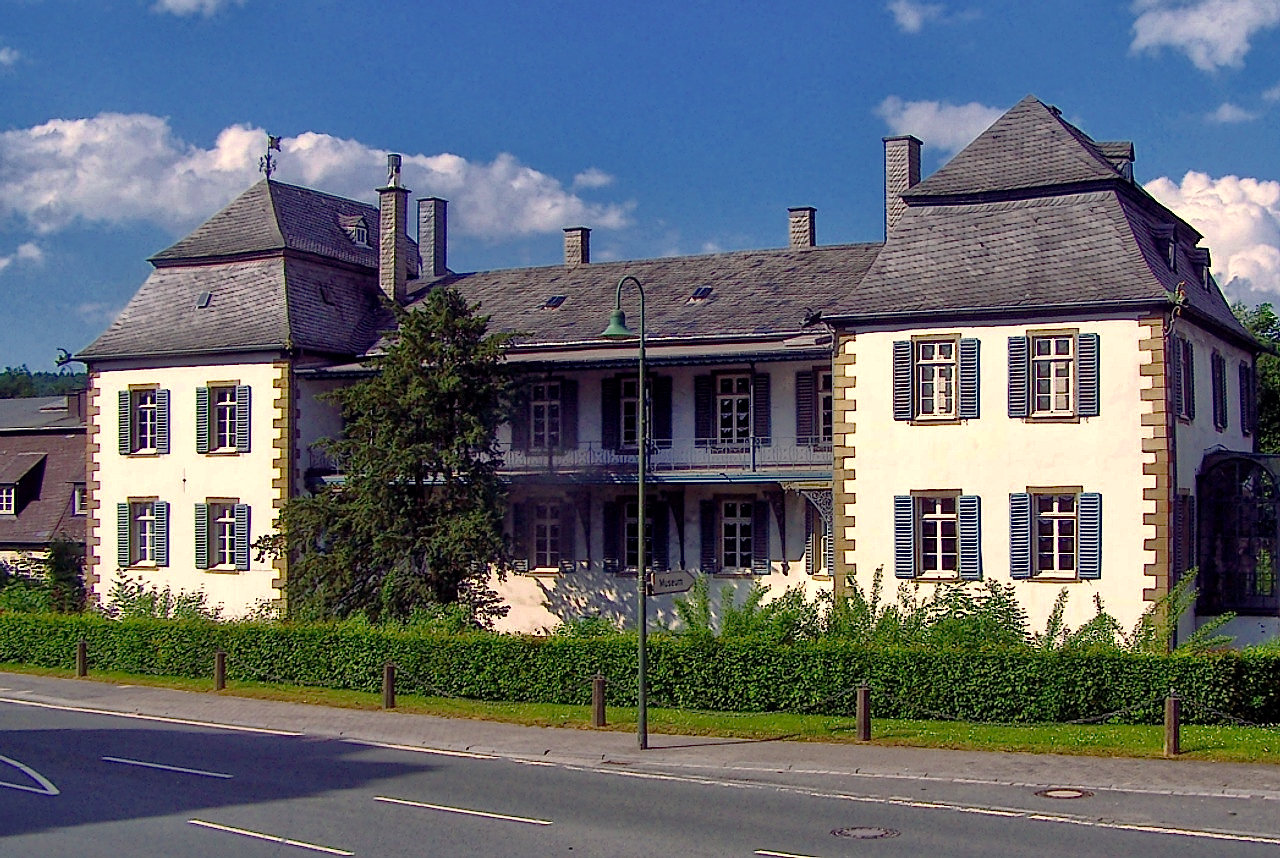
Haus Kupferhammer

Das Haus Kupferhammer an der B 55 ist ein in mehreren Phasen entstandener schlossartiger Bau, der zuletzt der Industriellen-Familie Bergenthal als Wohnhaus diente. In ihm befindet sich heute das Stadtmuseum, das größte und bekannteste Museum Warsteins. Neben dem großbürgerlichen Wohnen im 18. und 19. Jahrhundert, das hier authentisch nachempfunden werden kann, gibt es einige Ausstellungsbereiche zu den Themen Eisenverarbeitung, Geologie, eine Sammlung von Jagdkupferstichen des Johann Elias Ridinger und ein Wintergarten mit Skulpturen, unter denen die gotische Warsteiner Madonna besonderen Wert hat (ein Dehio-Stern).
Weitere Museen finden sich in den Ortsteilen: In der Schatzkammer Propstei Belecke ist das Stadtmuseum für Sakralkunst und Ortsgeschichte untergebracht, im Allagener Haus Dassel wurde eine Heimatstube eingerichtet, in Hirschberg befindet sich eine Jagdstube und in Sichtigvor ein Kettenschmiedemuseum.

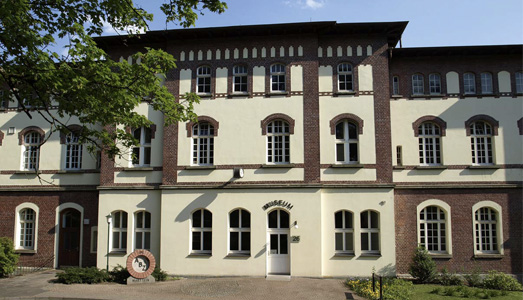
Psychiatrie-Museum der LWL-Klinik Warstein

In der ehemaligen Jugendherberge, direkt am Ausgang der Bilsteinhöhle, ist eine kleine Info-Ausstellung zur Bilsteinhöhle untergebracht (Urgeschichtliche und paläontologische Funde, mittelalterliche Eisenerzeugung im Bilsteintal, Dimension der Bilsteinhöhle).
Die LWL-Klinik Warstein bietet mit ihrem hauseigenen Museum Einblick in über 100 Jahre Psychiatrie-Geschichte.

### Musik
Es gibt in Warstein einige Musikvereine, so zum Beispiel Blasorchester in Allagen und Sichtigvor, mehrere Chöre und Spielmannszüge im ganzen Stadtgebiet, Jagdhornbläser in Warstein, Hirschberg und Suttrop, sowie einen Rock Club in Suttrop. Die ehemals städtische Musikschule, die seit dem Sommer 2008 von einem privaten Träger unterhalten wird, bietet für Kinder im Vorschulalter Gesangsstunden an; aber auch das Spielen von Instrumenten und die Orchesterarbeit werden hier unterrichtet.
Die Musikgruppe Warstein-Project widmet sich dem jeweils regionalen Heimatlied im Sauerland und will den nachfolgenden Generationen schon fast vergessene, aber auch bekannte und eigene Warsteiner Heimatlieder neu aufbereitet und kostenlos im Internet auch als Text- und Notenmaterial übermitteln, verbreiten und damit erhalten. Besonders Lieder des Heimatkomponisten Karl Stoer und Carl Beutin, aber auch eigene, stellen den aufzubauenden Fundus Warsteiner Liedgut dar, allen voran das Warsteiner Heimatlied (Karl Stoer, 1928) und Die Alte Bank (Carl Beutin, 1957). Downloads der Lieder und historisches Quellenmaterial und Filme ergänzen den Fundus.

### Bauwerke

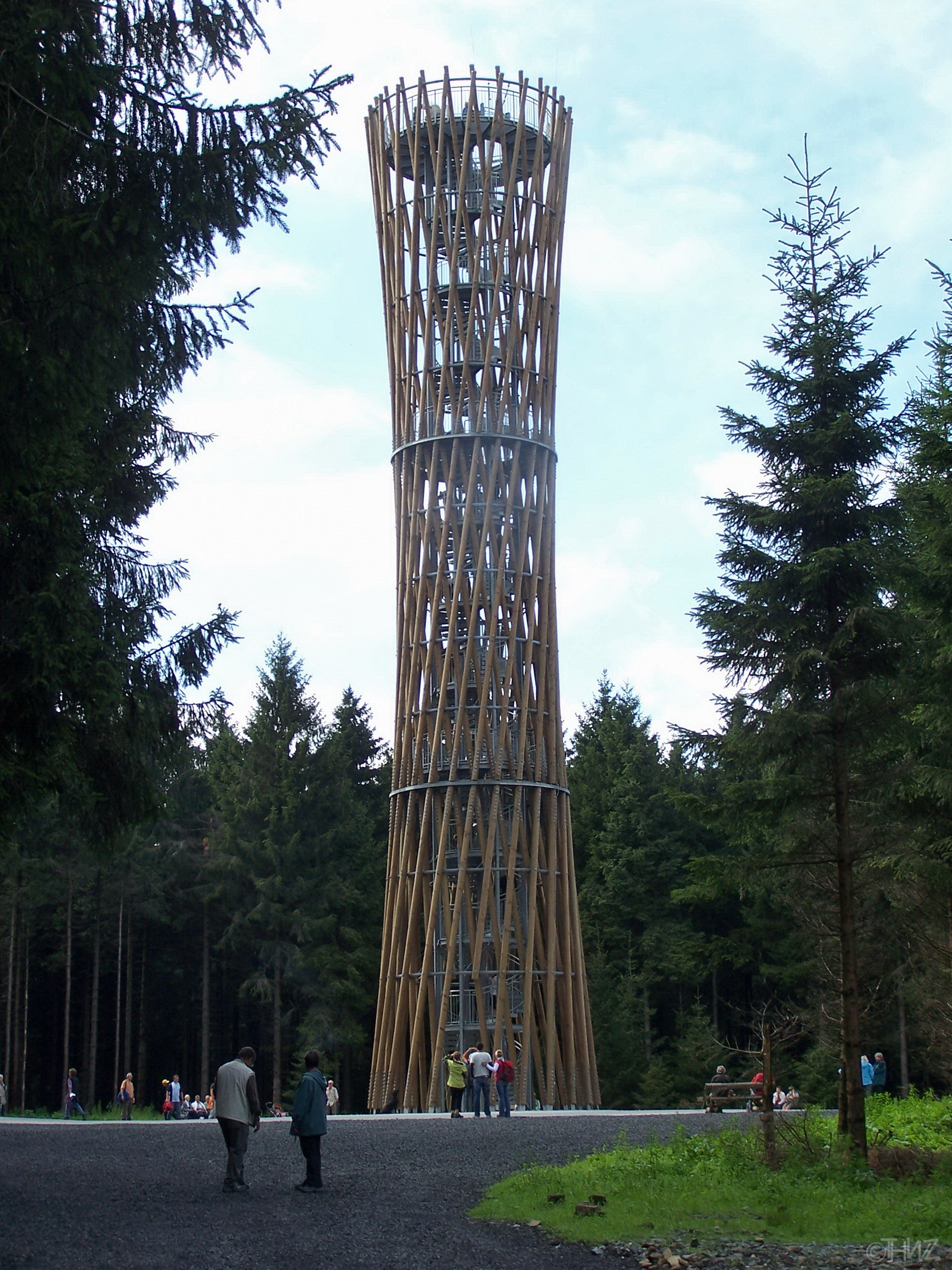
Der Lörmecke-Turm

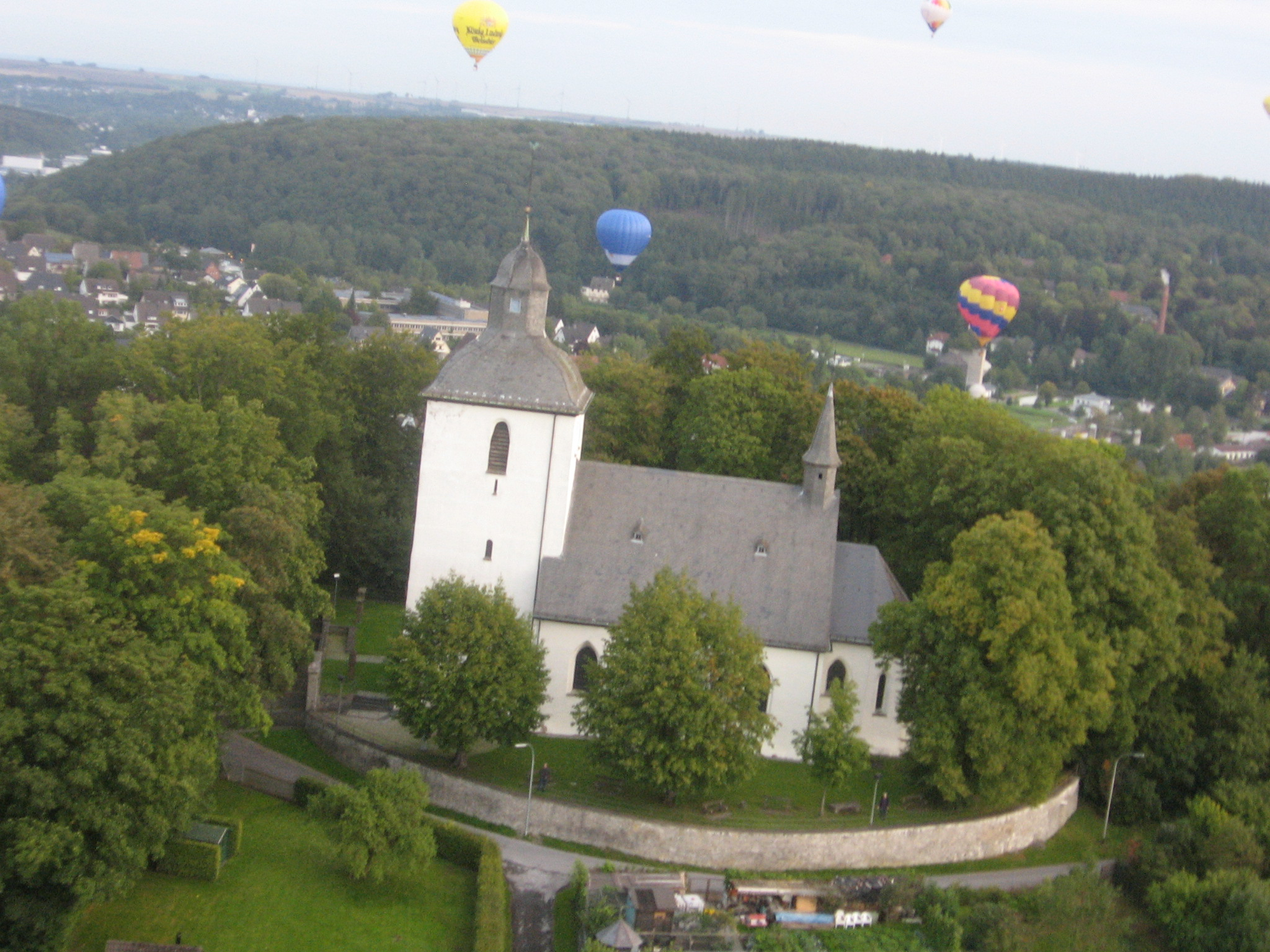
Die „Alte Kirche“ auf dem Stadtberg vom Ballon aus gesehen

Hier sind neben dem Haus Kupferhammer vor allem die vielen Kirchen im Stadtgebiet zu nennen. Die neugotische katholische St.-Pankratius-Pfarrkirche bildet mit dem Marktplatz davor den Mittelpunkt der Innenstadt. Weitere Gebäude im Umfeld der Pankratiuskirche aus der ‚Neugründungsphase‘ Warsteins – Progymnasium, Rathaus, Amtsgericht – sind den Modernisierungen der 1960er und 1970er Jahre des zum Opfer gefallen.
Im frühen 14. Jahrhundert wurde die Alte Kirche auf dem Stadtberg erbaut. Ihre Errichtung ab zirka 1307 hängt zusammen mit der Gründung und Anlage der befestigten Stadt Warstein. Die Kirche, am höchsten Punkt des Stadtberges gelegen, war Teil der Stadtbefestigung, ihr starker Turm diente als Wehrturm, gewissermaßen als Bergfried der Befestigungsanlage. Von der ehemaligen Stadtmauer sind heute nur spärlichste Reste erhalten.
Bedingt durch verschiedene Stadtbrände der frühen Neuzeit, hat sich kaum alte Bausubstanz erhalten. Das älteste Gebäude (nach der Alten Kirche) ist der Zehnthof auf dem Stadtberg, eine ‚Außenstelle‘ des Klosters Grafschaft, in der die Zehntabgaben aus der Umgebung abgeliefert werden mussten. Erst aus dem 18. Jahrhundert stammt das älteste erhaltene Bauernhaus (Auf’m Bruch). Klassizistische Substanz des 19. Jahrhunderts ist spärlich vorhanden (Hauptstraße, Marktplatz).
Historisch bedeutsam sind auch die Altstadt Beleckes, die Kommende in Mülheim, aber auch die Ortskerne der anderen Ortsteile werden in ihrem Aussehen von Fachwerkhäusern bestimmt.
Zudem ist der Lörmecke-Turm zu nennen, der im Warsteiner Wald neben der höchsten Stelle Warsteins bzw. nahe der höchsten Stelle des Naturparks Arnsberger Wald als eine Aussichtsmöglichkeit im Hochsauerland dient.

### Natur- und Landschaftsschutz
Das Stadtgebiet liegt eingebettet in europäisch bedeutsamen Schutzgebieten. Im Norden liegt das Vogelschutzgebiet Hellwegbörde mit z. T. international bedeutenden Brutbeständen von Wiesenweihe, Kornweihe und Wachtelkönig und besonderer Bedeutung als Rast- und Durchzugsgebiet. Der Süden ist Teil des Naturparks Arnsberger Wald, der u. a. in einem Dichtezentrum des Schwarzstorchs liegt und in der Gegend um Warstein eine besonders hohe Habitatdichte dieser Art aufweist. Weitere Teile des Stadtgebietes von Warstein sind als Landschaftsschutzgebiete ausgewiesen.
In Warstein wurden neun Gebiete als Naturschutzgebiet (NSG) ausgewiesen. Davon sind fünf sowohl als Naturschutzgebiet und als Europäisches Schutzgebiet (FFH-Gebiet) ausgewiesen worden. Vier der Naturschutzgebiete haben Teilflächen der Schutzgebiete in anderen Stadtgebieten. Es handelt sich um die Naturschutzgebiete Arnsberger Wald (3920,4 ha, Teilgebiet im Gemeindegebiet Möhnesee, FFH-Gebiet), Lörmecketal (270 ha, Teilgebiet im Stadtgebiet Rüthen, FFH-Gebiet), Möhnetal (154,7 ha, Teilgebiete im Gemeindegebiet Möhnesee und im Stadtgebiet Rüthen, FFH-Gebiet), Hamorsbruch und Quellbäche (307,12 ha, FFH-Gebiet), Oberhagen (13,24 ha), Liethöhle und Bachschwinden des Wäschebaches (24,97 ha), Drewer Steinbrüche (9,7 ha, Teilgebiet im Stadtgebiet Rüthen), Wästertal (36,65 ha) und Piusberg (8,44 ha).
Darüber hinaus findet sich in Warsteiner Wäldern eine Häufung naturnaher Bachtäler, die zusammen mit ihrem Umfeld noch im Rahmen einer Landschaftsplanung als Naturschutzgebiete festzusetzen sind. Zweck dieser Vorgaben aus dem Regionalplan von 2012 soll die Verbesserung ihrer Funktion als Lebensraum für Tiere und Pflanzen sein.

### Parks

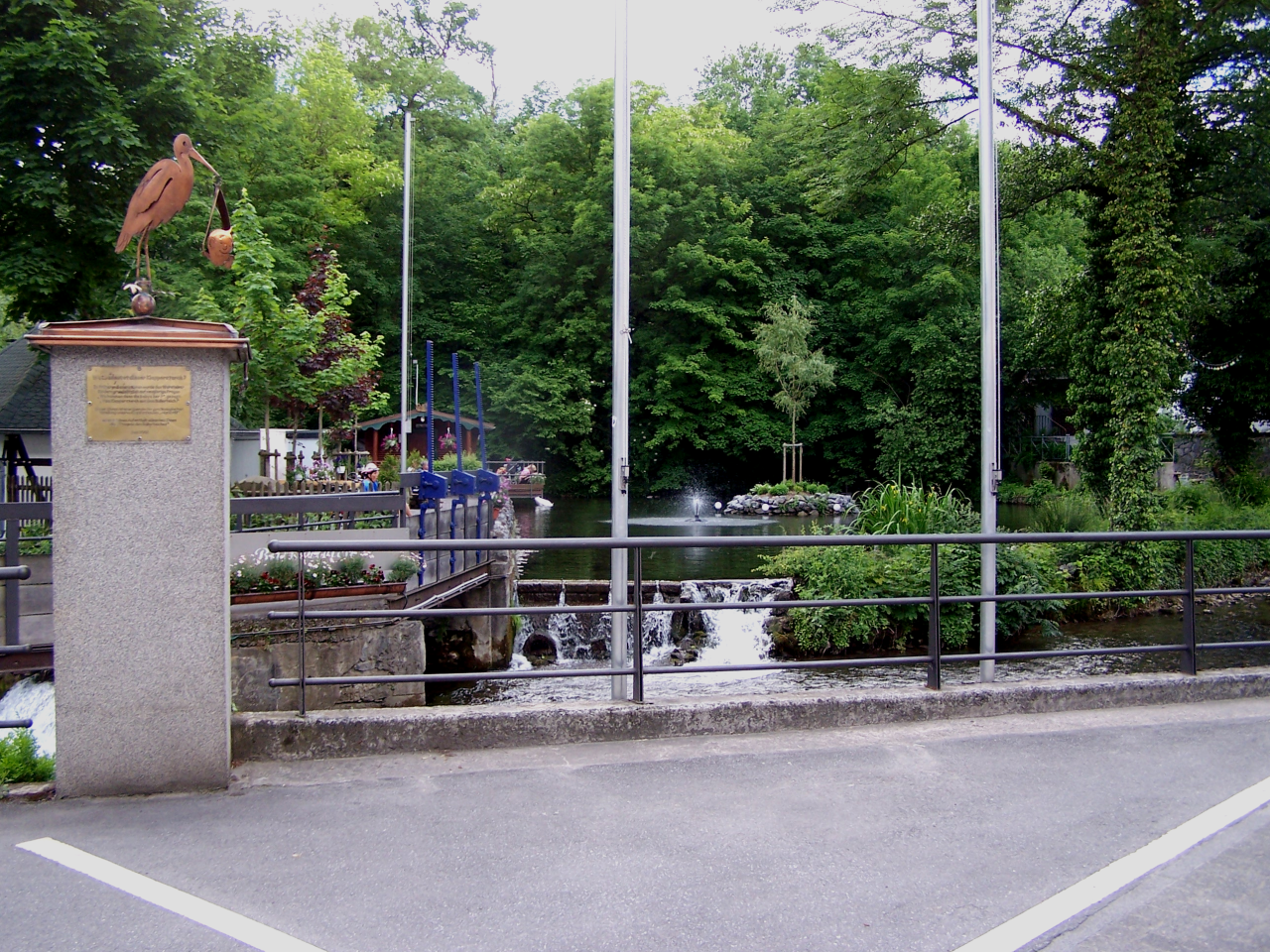
Der Bullerteich

An der vielbefahrenen B 55 liegt als kleine Erholungsinsel neben der Polizeiwache der von der gleichnamigen Quelle gespeiste Bullerteich.
Der Wildpark Warstein liegt westlich des Stadtgebietes. Außer dem Wildpark, mit seinen heimischen Wildtieren wie Luchs, Rotwild, Damwild und vielen mehr, kann man die Bilsteinhöhle besichtigen, die eine bedeutende Tropfstein-Schauhöhle in Deutschland ist.

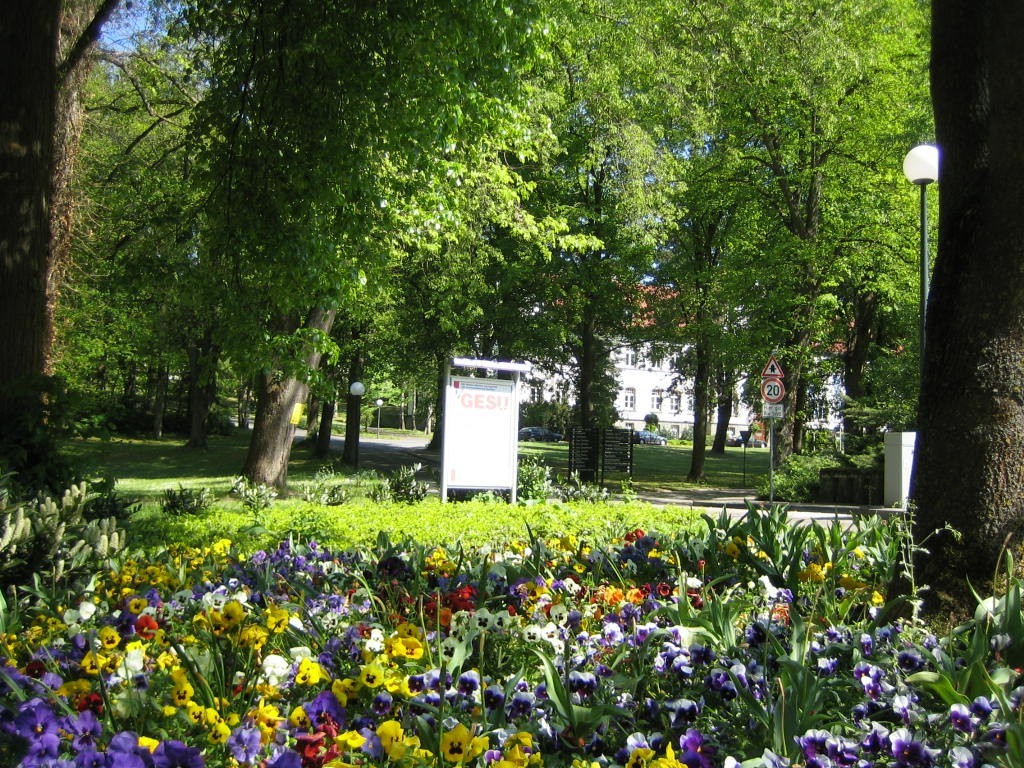
Park der LWL-Klinik Warstein

Besonders zu erwähnen ist weiterhin das parkartige Gelände der großen psychiatrischen Klinik am Stillenberg (Ortsteil Suttrop). Die Kliniken wurden 1907 auf großer Fläche angelegt, die Bereiche zwischen den einzelnen Abteilungen gärtnerisch gestaltet.

### Sport

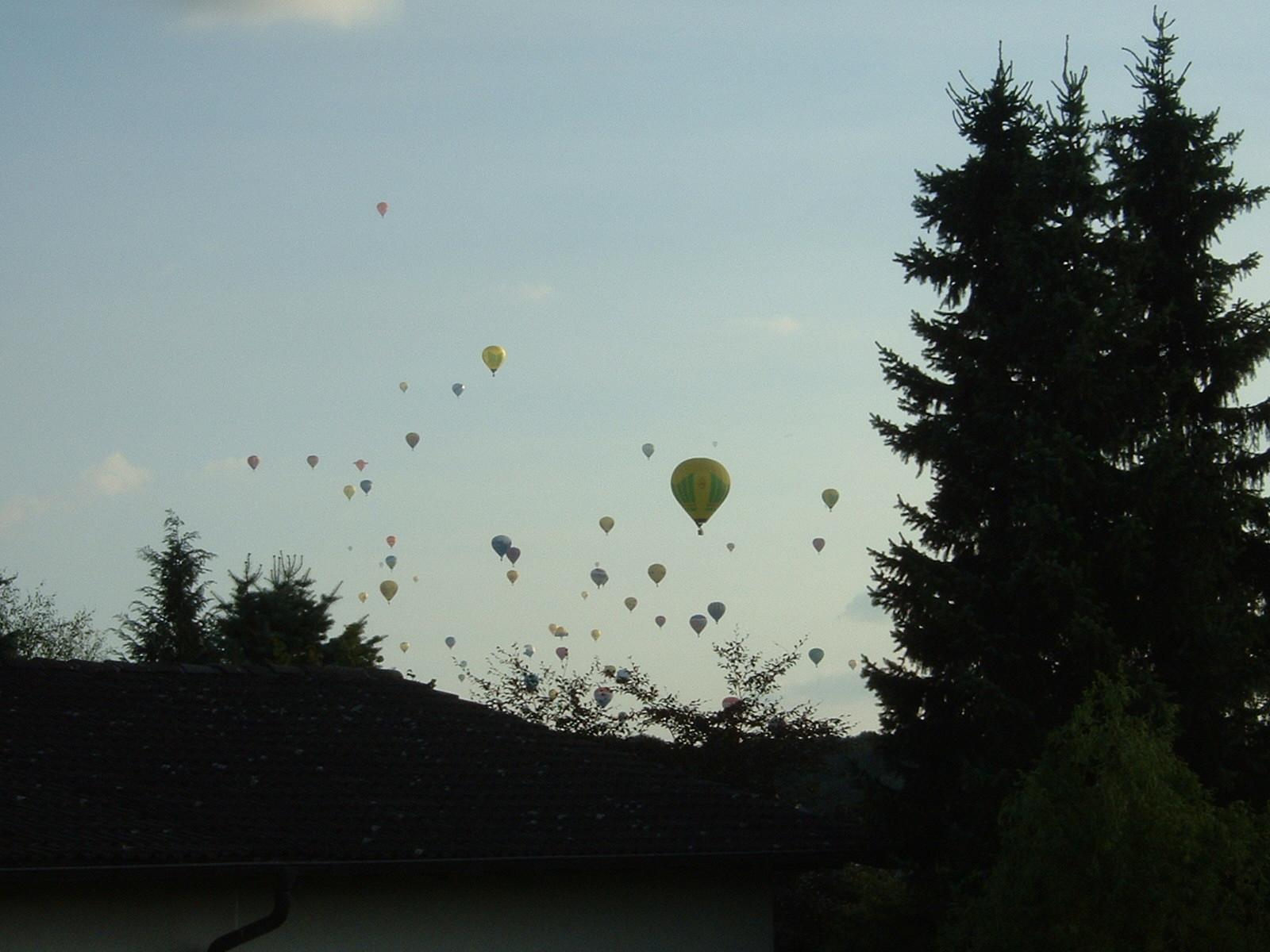
Warsteiner Montgolfiade

In Warstein gibt es viele Sportvereine, in denen verschiedene Sportarten, angeführt von Fußball (TuS 45 Warstein) und Handball (VfS Warstein), angeboten werden. Das Warsteiner Hallenbad wurde erst vor wenigen Jahren zu einem Allwetterbad umgebaut. Tennisplätze sind in beinahe jedem Ortsteil zu finden.
Eine bedeutende Attraktion ist durch die seit 1986 jährlich stattfindende Warsteiner Internationale Montgolfiade der Ballonsport. Auch der Reitsport ist durch die Brauerei in Warstein populär geworden. Jährlich findet die Warsteiner Champions Trophy in der Nähe des Montgolfiade-Geländes statt. Sie soll vor allem jungen Reitern eine Chance bieten, sich im Profigeschäft zu etablieren.

### Regelmäßige Veranstaltungen
Am Wochenende des dritten Sonntags im Oktober findet von Freitag bis Montag die traditionelle Warsteiner Herbstkirmes statt. Den Abschluss macht das Feuerwerk am Kirmesmontag.
Die Belecker feiern den Jahrestag des letzten Angriffes auf den Ort im Zuge der Soester Fehde mit dem Sturmtag am Mittwoch vor Pfingsten. Tradition sind die Schnadezüge in fast jedem Ortsteil und die ebenso fast in jedem Ortsteil stattfindenden Schützenfeste.
Großgeschrieben wird auch der Karneval. In vielen Ortsteilen bestehen Karnevalsgesellschaften, für die der Rosenmontag mit den bunten Umzügen stets der Höhepunkt ist. Im Stadtgebiet finden zwei Rosenmontagszüge statt: einer organisiert von den Warsteiner und Suttroper Karnevalisten zusammen, der andere in Belecke.

## Wirtschaft

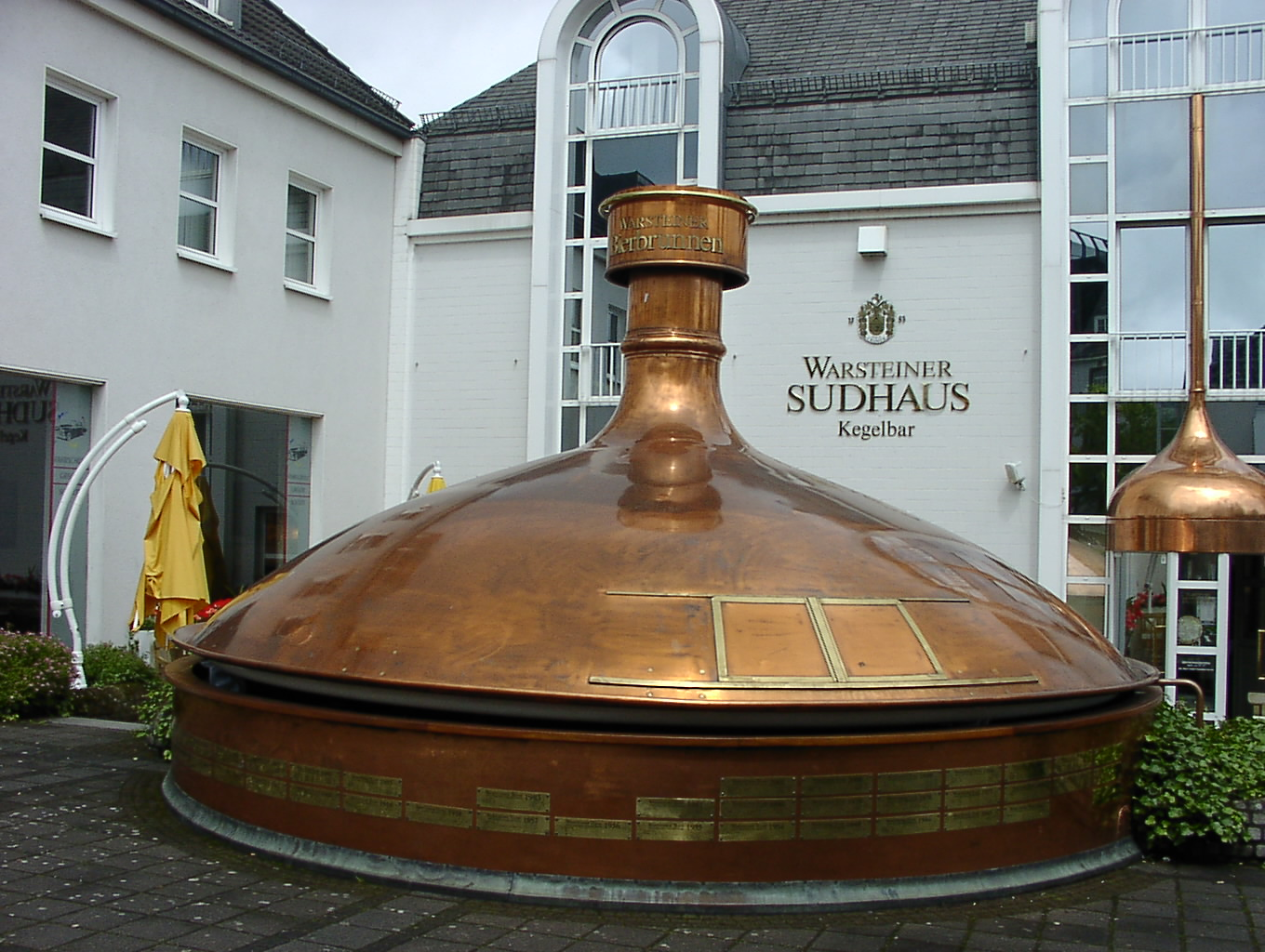
Sudkessel der Warsteiner Brauerei

Wirtschaftsschwerpunkte in Warstein sind:
- die Forstwirtschaft: Der südliche Teil des Stadtgebiets von Warstein ist bis auf die besiedelte Fläche von Warstein, Suttrop und Hirschberg fast vollständig von Wald bedeckt.
- die Landwirtschaft: Durch Lössboden ist der Teil nördlich der Möhne gut für den Ackerbau geeignet. Er gehört zur Soester Börde.
- das Brauwesen: Die Warsteiner Brauerei ist eine der größten Brauereien Deutschlands. Auch in Suttrop gibt es ein kleines Brauhaus.
- die Eisenverarbeitung: unter anderem in den Siepmann-Werken
- die Elektrotechnik: große Betriebe dieser Branche haben sich in Belecke niedergelassen (zum Beispiel Infineon Technologies AG).
- der Bergbau (Kalk-Tagebau): Der hochreine Warsteiner Kalkstein findet in Zementwerken im weiten Umkreis zur Korrektur der Rohmaterial-Mischungen Verwendung.

## Infrastruktur

### Verkehr

#### Straße
Durch das Stadtgebiet von Warstein verlaufen die Bundesstraßen 55 und 516. Durch die B 55 ist die Stadt im Norden über die Anschlussstelle Erwitte/Anröchte mit der Bundesautobahn 44 und im Süden über die Anschlussstelle Meschede mit der Bundesautobahn 46 verbunden. Schon seit Jahrzehnten wird über eine Ortsumgehung der Innenstadt debattiert, jedoch noch ohne Erfolg. Im Stadtteil Belecke wurde vor einigen Jahren eine Umgehungsstraße (Emil-Siepmann-Straße) fertig gestellt.

#### Öffentlicher Personennahverkehr
Warstein ist durch regionale Buslinien mit weiten Teilen des Kreises Soest verbunden. Regelmäßig getaktete Buslinien verkehren (zumindest an Werktagen) nach Lippstadt, Soest und Meschede.

#### Schiene
Die nächsten Bahnhöfe mit Personenverkehr befinden sich in Meschede, Soest und Lippstadt; der Warsteiner Bahnhof wird nur noch für den Güterverkehr genutzt. Die Bahnverbindung Warstein–Lippstadt wurde 1883 eröffnet, sie ist Teil des Streckennetzes der Westfälischen Landes-Eisenbahn (WLE). Der Personenverkehr auf dieser Strecke wurde 1975 eingestellt. Vom Bahnhof Warstein werden einige der Warsteiner Kalksteinbrüche sowie, seit Frühjahr 2005, auch die Warsteiner Brauerei erschlossen. Vom Warsteiner Containerterminal verkehren regelmäßig Containerzüge nach Hamburg, Berlin, München und Verona.

#### Flughafen
Der Flughafen Paderborn/Lippstadt ist etwa 30 km entfernt. Im Ruhrtal bei Oeventrop befindet sich ein Segelflugplatz.

#### Medien
In Warstein sind die Tageszeitungen Soester Anzeiger sowie die Westfalenpost und die Westfälische Rundschau erhältlich. Zu den letzteren beiden Blättern gibt es in Warstein keine Lokalredaktionen mehr. Des Weiteren erscheint vierteljährlich das WOLL-Magazin mit regionalen Themen.
Der Kreis Soest ist Sendegebiet des an das Rahmenprogramm von Radio NRW angeschlossenen Lokalradios Hellweg Radio mit Sitz in Soest.

## Öffentliche Einrichtungen

### Gerichtsbarkeit
Die Stadt ist Sitz des für Warstein und Rüthen zuständigen Amtsgerichts Warstein.

### Bildung

#### Grundschulen
- Johannes-Grundschule Allagen
- Grundschule Westerberg Belecke
- Christophorusschule Hirschberg (mit Ende des Schuljahres 2011/12 geschlossen)
- St. Margaretha-Schule Sichtigvor
- Grundschule Suttrop
- Lioba-Schule Standort Gutenberg Warstein (mit Ende des Schuljahres 2011/12 geschlossen)
- Lioba-Schule Warstein

#### Hauptschule
- Städtische Hauptschule in Warstein Ortsteil Belecke (mit Ende des Schuljahres 2018/19 geschlossen)

#### Realschule
- Städtische Realschule in Warstein Ortsteil Belecke (mit Ende des Schuljahres 2018/19 geschlossen)

#### Sekundarschule
- Städtische Sekundarschule in Warstein Ortsteil Belecke (seit Schuljahr 2019/20 in den Gebäuden der geschlossenen Haupt- und Realschule)

#### Gymnasium
- Gymnasium der Stadt Warstein

#### Förderschule
- Grimmeschule, Förderschule mit dem Förderschwerpunkt Lernen

#### Erwachsenenbildung
Das Einzugsgebiet der Volkshochschule Möhne-Lippe erstreckt sich auf den Kreis Soest.

### Gesundheitswesen

#### Krankenhäuser
In Warstein gibt es zwei Krankenhäuser: das Krankenhaus Maria Hilf Warstein als Krankenhaus der Grundversorgung und die psychiatrische LWL-Klinik Warstein.

#### Rettungsdienst
Außerdem gibt es eine Rettungswache in Warstein, betrieben durch den Kreis Soest, mit einem NEF, einem RTW und einem KTW im 24h-Dienst sowie einem weiteren RTW im 12h-Dienst. Zur Wache gehört eine Außenstelle mit einem RTW im 24h-Dienst im Warsteiner Ortsteil Belecke.

### Freiwillige Feuerwehr
In den Ortsteilen gibt es je nach Größe Löschzüge und Löschgruppen (mindestens 9 Einsatzkräfte) auch diese haben jeweils einen Leiter bzw. Löschzugführer oder Löschgruppenführer und einen Stellvertreter.
Um im Einsatzfall schnell und effektiv handeln zu können, sind die Einheiten der Stadt Warstein wie folgt organisiert:
- Löschzug 1: Ortsteil Warstein
- Löschzug 2: Ortsteil Belecke
- Löschzug 3: Ortsteile Hirschberg und Suttrop
- Löschzug 4: Ortsteile Allagen, Mülheim, Sichtigvor und Waldhausen
- Löschzug 5: Einzelne Fahrzeuge der Stadt Warstein helfen auch bei größeren Schadensereignissen anderen Städten, sie bilden dann die „Überörtliche Hilfe“

Wenn Feuerwehrangehörige aus anderen Städten und Gemeinden in Warstein arbeiten und bei einer anderen Orts-Feuerwehr sind, können sie unter bestimmten Umständen bei Einsätzen mitfahren. Innerhalb der Stadt Warstein, wird dies schon seit langem praktiziert, d. h., es gibt freiwillige Feuerwehrleute aus anderen Ortsteilen, die in Warstein oder Belecke arbeiten und auch dort tagsüber Einsätze mitfahren.

## Telefonvorwahlen
Es gelten die folgenden Vorwahlen:
- 02902 für Belecke, Hirschberg, Suttrop und Warstein
- 02925 für Allagen, Mülheim, Niederbergheim, Sichtigvor und Waldhausen

## Persönlichkeiten

### Söhne und Töchter der Stadt
- Stefan Barnhusen (* 1988), Koch
- Benito Bause (* 1991), Schauspieler
- Hans-Josef Becker (* 1948), geboren im Ortsteil Belecke, Erzbischof von Paderborn
- Wilhelm Bergenthal (1805–1893), montanindustrieller Unternehmensgründer im westfälischen Raum
- Ingo Beucker (1906–1990), Architekt
- Dominic Boeer (* 1978), geboren in Warstein, Schauspieler
- Dieter Budde (* 1944), geboren im Ortsteil Oberbergheim, Generalmajor
- Birgit Butter (* 1972), Politikerin (CDU)
- Lena Conzendorf (* 1991), Schauspielerin und Musicaldarstellerin
- Albert Cramer (1943–2012), Unternehmer. Zur Haus-Cramer-Gruppe gehört auch die Warsteiner Brauerei
- Catharina Cramer (* 1978), Unternehmerin, Dressur- und Springreiterin
- Josef Ferber (1874–1951), geboren im Ortsteil Allagen, Architekt
- Josef Freisen (1853–1932), katholischer Theologe, Hochschullehrer und Kirchenrechtler
- Frieda Grafe (1934–2002), geboren im Ortsteil Mülheim, Filmkritikerin, Filmessayistin und Übersetzerin
- Rainer Hannig (1952–2022), Ägyptologe, lehrte an der Philipps-Universität Marburg, Begründer der Ägyptologie in China und Verfasser der Hannig-Lexica
- Friedhelm Hillebrand (* 1940), geboren in Sichtigvor, heute Warstein, Ingenieur und Pionier des Mobilfunks (Miterfinder des Kurznachrichtendienstes SMS)
- Wilhelm Hoff (1851–1940), geboren im Ortsteil Hirschberg, Organisator des preußischen Eisenbahnwesens und Minister für öffentliche Arbeiten
- Uta Husmeier-Schirlitz (* 1971), Kunsthistorikerin, Kuratorin und Museumsdirektorin
- Robert Jütte (* 1954), Medizinhistoriker
- Jost Kalckhoven (* um 1620–1669/1670), Verleger in Köln
- Sven Köhler (* 1996), Fußballspieler
- Erinna König (1947–2021), Malerin und Professorin an der Universität Kassel
- Hermann Kroll-Schlüter (* 1939), geboren im Ortsteil Belecke, Bürgermeister von Warstein, Mitglied des Bundestages und Staatssekretär in Sachsen
- Ansgar Mertens (* 1977), Lokalpolitiker (CDU)
- Fabian Navarro (* 1990), Poetry-Slammer
- Willi Ostermann (1920–2013), Fußballspieler (Bonner FV und Meidericher SV)
- Josef Raulf (1933–1993), Kommunalpolitiker
- Thomas Schöne (* 1967), Jurist und Bürgermeister von Warstein; geboren im Krankenhaus Maria Hilf
- Theodor Schroeder (1829–1890), geboren im Ortsteil Mülheim, Jurist, Mitglied des Reichstages und Politiker der Zentrumspartei
- Heinrich Schulte (1804–1891), geboren im Ortsteil Allagen, katholischer Priester, Domkapitular und Regens des Priesterseminars in Paderborn
- Karl-Werner Schulte (* 1946), Hochschullehrer, Begründer der deutschen Forschung im Bereich der Immobilienwissenschaften
- Ferdi Schüth (* 1960), geboren im Ortsteil Allagen, Chemiker
- Christian Simmert (* 1972), Politiker (Bündnis 90/Die Grünen) und ehemaliges Mitglied des Bundestags
- Jan-Lennard Struff (* 1990), Tennisspieler
- Jesse Tugbenyo (* 2001), Fußballspieler
- Elmar Witt (* 1960), Dirigent, Hornist und Musikpädagoge
- Hans Weller (1947–2016), geboren im Ortsteil Oberbergheim, Lehrer, Gründungsgeschäftsführer des Hellweg-Radios, Ministerialrat im Kultusministerium Sachsen

### Persönlichkeiten mit Verbindung zur Stadt
- Johann Theodor Möller (1705–1763), Kupferindustrieller und Besitzer von Haus Kupferhammer
- Johann Karl Heide (1897–1974), nahm nach dem Zweiten Weltkrieg in der Warsteiner SPD-Kreisgeschäftsstelle seine Politiker-Karriere wieder auf
- Hans Sommer (1909–2000), Bildhauer
- Dagmar Hanses (* 1975), Politikerin und Landtagsabgeordnete (Bündnis 90/Die Grünen)